# سودسکو سلو
سودسکو سلو (به صربی: Sudsko Selo) یک منطقهٔ مسکونی در صربستان است که در نووی پازار واقع شده‌است.